# 黄金の夜明け (ギリシャの政党)
黄金の夜明け（おうごんのよあけ、ギリシア語: Χρυσή Αυγή / Chrysi Avgi フリシ・アヴギ、英: Golden Dawn）は、ギリシャの極右政党。移民排斥の主張と行動で知られる。2012年5月ギリシャ議会総選挙で国政に進出した。
党のスローガンは、「血、名誉、黄金の夜明け」である。集会で党員たちがこの言葉を連呼している。

## 概要
党名は、党首であるニコラオス・ミハロリアコスが1980年12月に創刊した雑誌の名前に由来している。その行動は1990年代より注目を集め、2010年代に入るとギリシャの経済破綻を背景に支持を伸ばした。
内外のメディアからは「ファシスト」と目されるが、黄金の夜明けの広報担当者は「我々はナショナリストだ。ファシストはイタリアだろ？」と述べており、ファシズム政党であることを否定している。「黄金の夜明け」は、1930年代後半に首相として全体主義体制（八月四日体制）を築いたイオアニス・メタクサスの思想への共感を掲げている。この事をメタクシズム(英語版)とも呼ばれている。
移民排斥を訴え、時折過激な暴力事件を引き起こしている。ホモフォビアを掲げ、ギリシャのゲイ・パレードを襲撃したことがある。他にも、移民が営業している露店を集団で襲撃し破壊したり、サッカーでのフーリガン活動など、この団体の引き起こしている暴力沙汰は枚挙に暇がない。またホロコースト否認を掲げる。
一方、逆に党本部や支部が頻繁に反ファシストを掲げる左翼団体やアナーキストの団体の襲撃にあっている。2012年12月3日には、アスプロピルゴスで事務所の入ったビルが何者かに爆破された。

## 沿革

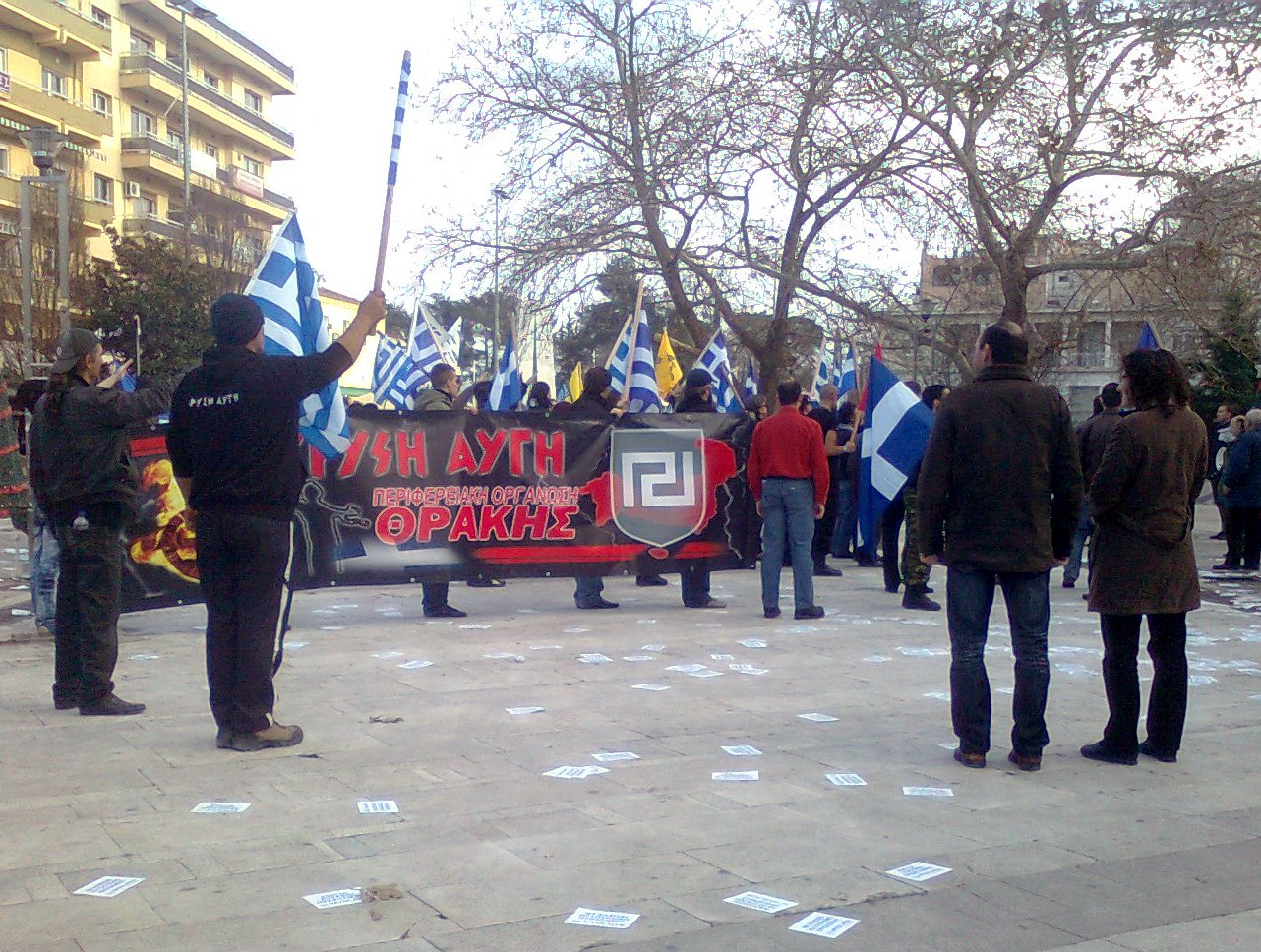
「黄金の夜明け」のデモ（2010年）

ニコラオス・ミハロリアコスが1980年に結成した政治運動体が現在の「黄金の夜明け」である。1991年には注目を集める運動となり、1993年に政党として届け出が行われた。2005年にはいったん「黄金の夜明け」としての政治活動を停止し、愛国者同盟 (Patriotic Alliance) の活動に参加していたが、のちにミハロリアコスが支持を取り下げている。2007年3月の第6回党大会で、党執行部は政治行動の再開を声明している。しかし、2009年の総選挙では0.29%の得票しか得られなかった。
ギリシャの財政破綻による経済危機を背景に支持が広がった。2010年11月7日の地方選挙ではアテネ自治体で5.3%の得票を集め、市議会に議席を得た。大きな移民コミュニティに隣接する地区では、その得票率は20%にさえ達した。
2012年4月初頭、総選挙を控えて行なわれた世論調査では支持率が5.5％にまで上昇し、国政進出が確実と目されるようになった。2012年5月6日に行われたギリシャ議会総選挙では、「すべての移民を国外追放し、国境地帯に地雷を敷設する」という過激な公約にもかかわらず、7%の得票率によりギリシャ議会に18議席を獲得した
2013年6月、連立政権の一翼を担っていた「民主左派」が連立離脱。これにより、一気に政局が不安定化しており、総選挙も取りざたされる中、黄金の夜明けの2013年6月現在の支持率は14％と直近の選挙から倍増。仮に総選挙が行われた場合、議会第三党に躍り出る可能性が高くなっている。
同年9月、黄金の夜明けのメンバーないしシンパと疑われている極右の男が、反ファシストの活動家でありヒップホップMCでもあったパブロス・フィサス（キラーP）を殺害した。この事件後、これに抗議する大規模デモがギリシャ国内で行われ、活動家と警官隊との衝突があったり、黄金の夜明けの党事務所が襲撃されるなどした。エヴァンゲロス・ベニゼロス首相代理は、広範な市民の抗議運動を歓迎し、黄金の夜明けに対して議会から出ていくよう求めた。またこれに関連し、28日に党首ミハロリアコス他4人が犯罪組織結成に関与したとして逮捕されている。10月24日、国会はテロリズムや犯罪組織に関係のある政党への国庫補助を禁止する法案を賛成多数で可決。これにより黄金の夜明けへの補助も止められた。
ところが、この事件から程なくして急落したはずの支持率が元に戻っている。
2014年5月25日、欧州議会選挙で得票率9%を得て議席獲得、欧州議会に初進出を果たした。
2015年9月20日に行われた国政選挙では、7%の得票率で18議席を獲得しギリシャ議会第3政党となった。
2019年7月7日の総選挙では0議席となった。
2020年10月7日、ギリシャの裁判所は、殺人事件などに関与したとして党そのものを犯罪組織として認定し、党首のミハロリアコスに禁錮13年を言い渡した。

## 政策
EUがギリシャに強要する緊縮財政政策に反対している。2015年7月、黄金の夜明けに所属するイリアス・カシディアリスはEU側がギリシャに突きつけた構造改革と緊縮財政などEU案が記された書類をギリシャ議会において破りすて、大きな譲歩を重ねてEU案をのんだアレクシス・チプラスを非難した。

## 活動
貧困にあえぐギリシャ人に食料を無料配布するなどの活動を行っている。
ただし、これらの施しはギリシャ人のみ（しかも、自身が「愛国者」であると表明したものだけ）が対象であり、移民は含まれない。

## トルコについての立場
領土問題などで長年対立状態にあるトルコとの関係について、この党は強硬な姿勢を打ち出している。ニコラオス・ミハロリアコス党首はイスタンブールについて、そう遠くない将来に「（ギリシャによって）解放される」「イスタンブールを取り戻す」などと主張している。これにとどまらず、黄金の夜明けはトルコ領土に対する野心を表明している。2013年1月には、黄金の夜明けの党員たちが反トルコデモを行い、トルコ総領事の車を襲撃した。

## ギリシャ警察との関係
ギリシャ国内外で、黄金の夜明けは実は裏ではギリシャ警察と繋がりがあるという指摘がいくつかなされている。ギリシャの大手新聞「タネア新聞」は、ギリシャ国内での左翼団体やアナーキスト団体の抗議デモの際に、警察が黄金の夜明けの党員たちに棒や無線機を提供したり、黄金の夜明けのメンバーを意図的に逮捕しなかったり、また、黄金の夜明けのメンバーが中道右派政党新民主主義党の某議員の護衛をしていたと報じている。

## 海外の極右政党との関係
イギリスの極右政党「イギリス国民党」は黄金の夜明けと良好な関係を持っており、ニック・グリフィン国民党党首と黄金の夜明けの共同記者会見も行われた。